# Graphium levassori
Graphium levassori är en fjärilsart som först beskrevs av Charles Oberthür 1886.  Graphium levassori ingår i släktet Graphium och familjen riddarfjärilar. IUCN kategoriserar arten globalt som starkt hotad. Inga underarter finns listade i Catalogue of Life.

## Bildgalleri

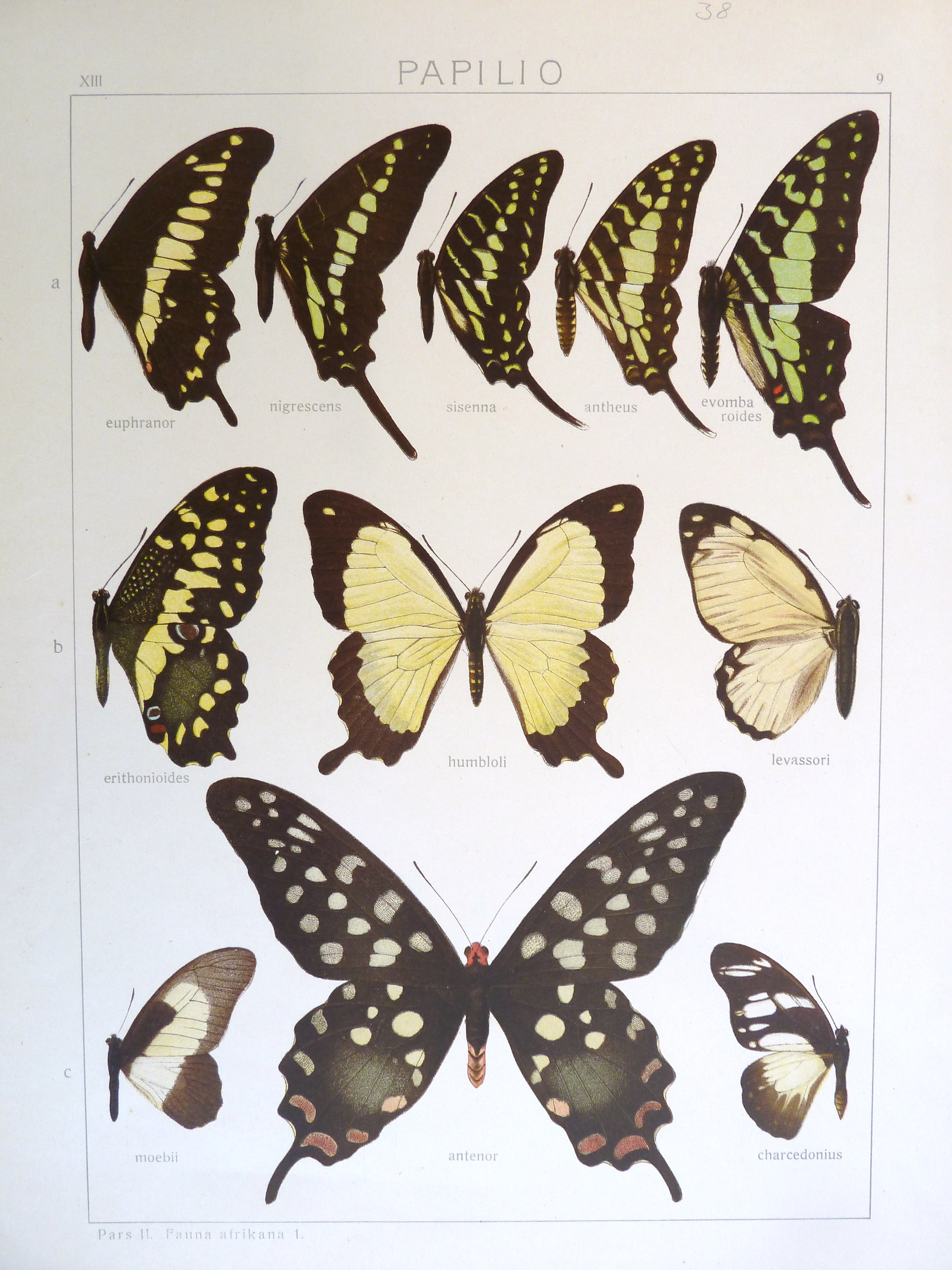